# Mount Mueller
Mount Mueller ist ein 1057 m hoher Berg im ostantarktischen Kempland. Er ragt unmittelbar östlich des Storegutt und 35 km westlich der Edward-VIII-Bucht auf.
Luftaufnahmen der Australian National Antarctic Research Expeditions aus dem Jahr 1956 dienten seiner Kartierung. Das Antarctic Names Committee of Australia benannte ihn nach dem deutsch-australischen Botaniker und Geographen Ferdinand von Mueller (1825–1896), der 1886 dem australischen Ausschuss zur Erforschung der Antarktis (Australian Antarctic Exploration Committee) angehört hatte.